# 후쿠우라촌 (후쿠시마현)
후쿠우라촌(福浦村)은 후쿠시마현 소마군의 남부에 존재했던 촌이다.

## 지리
촌내 이다가와우라에서는 다이쇼 말기-쇼와 초기에 간척사업이 실시되어 약 180마치보의 광대한 농지가 되었다. 또한 논농사를 위한 저수지가 마을 곳곳에 분포되어 있다. 

## 역사
- 1889년 4월 1일 - 정촌제 시행과 함께 13촌이 합병해 나메키타군 후쿠우라촌이 성립하였다.
- 1896년 4월 1일 - 나메가타 군이 우다 군과 합병해 소마 군이 되었다.
- 1954년 3월 31일 - 오다카정, 가나부사촌과 합병해, 새로운 오다카정이 되었다.

## 행정
- 역대촌장

| 대 | 성명       | 취임               | 퇴임               | 비고 |
| -- | ---------- | ------------------ | ------------------ | ---- |
| 1  | 下浦義就   | 明治22年（1889年） | 明治27年（1894年） |      |
| 2  | 渡部蔀     | 明治27年（1894年） | 明治29年（1896年） |      |
| 3  | 氏家彦治郎 | 明治29年（1896年） | 明治33年（1900年） |      |
| 4  | 折笠晴吉   | 明治33年（1900年） | 明治38年（1905年） |      |
| 5  | 鈴木正宣   | 明治38年（1905年） | 大正12年（1923年） |      |
| 6  | 半沢春蔵   | 大正12年（1923年） | 大正13年（1924年） |      |
| 7  | 鈴木金助   | 大正13年（1924年） | 大正15年（1926年） |      |
| 8  | 菅野昭親   | 大正15年（1926年） | 昭和4年（1929年）  |      |
| 9  | 阿部一衛   | 昭和4年（1929年）  | 昭和12年（1937年） |      |
| 10 | 志賀新助   | 昭和12年（1937年） | 昭和15年（1940年） |      |
| 11 | 天野秀延   | 昭和15年（1940年） | 昭和20年（1945年） |      |
| 12 | 菅野昭親   | 昭和20年（1945年） | 昭和29年（1954年） | 재임 |

## 교통

### 철도
- 일본국유철도 조반 선

### 도로
- 국도 6호선

## 그외
- 다이비산 석불(大悲山の石仏) - 1930년에 국가 사적으로 지정되었다.

## 참고문헌
- 『小高町史』（福島県相馬郡小高町教育委員会、1975）
- 『こころの篝火』（小高町役場総務部、2005）